# Bulbophyllum santoense
Bulbophyllum santoense är en orkidéart som beskrevs av Jaap J. Vermeulen. Bulbophyllum santoense ingår i släktet Bulbophyllum och familjen orkidéer.
Artens utbredningsområde är Vanuatu. Inga underarter finns listade i Catalogue of Life.